# جواد مجتهد تبریزی
جواد مجتهد تبریزی (۱۲۱۴؟ - ۱۳ بهمن ۱۲۷۴) فرزند ميرزا احمد مجتهد، روحانی ایرانی و امام جمعه تبریز بود. 

در زمان ناصرالدین‌شاه رشته مرجعیت در دست حاجی میرزا جواد میبود که نزدیک به سی سال ادامه داشت. 

او در جریان نهضت تنباکو از فتوای میرزای شیرازی حمایت کرد.